# L'Expulsió dels mercaders (Washington)
L'expulsió dels mercaders del temple és una obra d'El Greco, datada entre 1567 i 1570 durant el seu període venecià. S'exhibeix a la National Gallery of Art de Washington D.C. (Estats Units). El pintor va usar aquesta temàtica diverses vegades més a la seva carrera, pel que és una de les formes més estudiades per apreciar l'evolució del seu estil artístic.

## Tema de l'obra
El tema de l'expulsió dels mercaders del temple representa un passatge de la vida de Jesús, narrat pels Quatre Evangelistes (Mt, 21:12; Mc, 11:15; Lc, 19:45 i Jn, 2:13-22). Relata com Jesús de Natzaret va expulsar del Temple de Jerusalem els canvistes i els mercaders, que venien animals i objectes per als sacrificis rituals.
Aquest tema és molt interessant dins el corpus pictòric d'El Greco, perquè va mantenir la mateixa composició general durant tota la seva vida, i per tant, serveix per apreciar l'evolució del seu estil pictòric dins d'un esquema molt similar. És significatiu remarcar que aquest episodi neo-testamentari simbolitza la purificació de Església Catòlica Romana durant la Contrareforma. En aquest sentit, els.Papes Pau IV, Pius IV i Gregori XIII van prohibir pidolar dins les esglésies, i van adoptar aquesta escena pel revers de llurs medalles commemoratives.

## Anàlisi de l'obra
Oli sobre tauler; 65.4 x 83.2 cm.; abans de 1570; (Samuel Henry Kress Collection) National Gallery of Art, Washington DC.
Signat amb lletres majúscules gregues, a la part inferior, d'esquerra a dreta de la gàbia dels ocells: DOMÉNIKOS THEOTOK[O]POULOS KR[E]S
El grup central resulta atapeït i massa treballat. La pintura és aplicada en una mena d'impasto, la qual cosa només es troba en les primeres obres d'El Greco, i la seva inexperiència es fa palesa en la poca relació entre les vestimentes i els cossos als quals pertanyen, així com en la poca claredat entre els colors. La decoració arquitectónica està realitzada amb seguredat i precisió. L'estàtua de la fornícula que flanqueja l'arc a la dreta de l'espectador, és un Apol·lo amb una lira a la mà dreta. L'estàtua de l'esquerra podría ser Atena, o Hera en el cas de que l'au que té als seus peus sigui un paó blau. És molt interessant que El Greco representés aquestes dues figures, que també apareixen als fons de L'escola d'Atenes de Raffaello Sanzio, de manera molt similar, si bé inversa.
Es tracta d'un quadre d'influències molt variades. Les figures femenines recorden, en general, a El Veronès. La noia ajeguda recorda l'Ariadna de La bacanal dels andrios de Ticià. Altres figures deriven de Tintoretto i l'home assegut a la dreta recorda una obra de Michelangelo Buonarroti.Tanmateix, la composició en conjunt mostra un considerable grau d'originalitat.

## Procedència
- Possiblement procedeix de la col·lecció del Marqués de Salamanca, Madrid.
- Sir John Charles Robinson [1824-1913], Londres
- venda a l'Hôtel Drouot, Paris, 7-8 maig 1868, (1er dia, no. 25)
- Sir Francis Cook, 1er Bt. [1817-1901], Doughty House, Richmond, Surrey.
- per herència, al seu fill, Sir Frederick Lucas Cook, 2n Bt. [1844-1920], Doughty House.
- per herencia, al seu fill, Sir Herbert Frederick Cook, 3r Bt. [1868-1939], Doughty House.
- per herència, al seu fill, Sir Francis Ferdinand Maurice Cook, 4t. Bt. [1907-1978], Doughty House i Cothay Manor, Somerset.
- venut el maig o juny de 1955 a Margaret Drey, Londres.
- Rosenberg and Stiebel, New York.
- venut el 17 d'octubre 1955 a la Samuel H. Kress Foundation, New York.
- donació l'any 1957 a la National Gallery of Art[4]